# Protoholozoa cantarella
Protoholozoa cantarella is een zakpijpensoort uit de familie van de Holozoidae. De wetenschappelijke naam van de soort werd voor het eerst geldig gepubliceerd in 1985 door het echtpaar Claude en Françoise Monniot.